# Gwendalyn Gibson
Pour les articles homonymes, voir Gibson.
Gwendalyn Gibson, née le 5 avril 1999 à Ramona (Californie), est une coureuse cycliste américaine, spécialiste de VTT cross-country. 

## Biographie
En 2016, Gwendalyn Gibson devient championne des États-Unis de cross-country chez les juniors (moins de 19 ans). L'année suivante, elle commence à courir à l'échelle internationale. Elle rejoint également l'université l'année suivante à Colorado Mesa et remporte à deux reprises le championne nationale universitaire. En 2021, pour sa dernière année chez les espoirs (moins de 23 ans), elle se classe neuvième du championnat du monde de Val Di Sole et décroche deux tops 5 lors des dernières manches de Coupes du monde. 
En 2022, elle entame sa première saison chez les élites et termine dans le top 15 lors de la première manche de Coupe du monde de cross-country au Brésil. Le 29 juillet de la même année, elle crée la surprise en remportant la manche de Coupe du monde de cross-country short track, à domicile, à Snowshoe Mountain.

## Palmarès en VTT

### Championnats du monde
- Val Di Sole 2021
  - 9e du cross-country espoirs
- Les Gets 2022
  -  Médaillée de bronze du cross-country short track
- Glasgow 2023
  - 8e du cross-country

### Coupe du monde
- Coupe du monde de cross-country espoirs
  - 2018 : 68e du classement général
  - 2019 : 69e du classement général
  - 2021 : 10e du classement général

- Coupe du monde de cross-country 
  - 2022 : 15e du classement général
  - 2023 : 14e du classement général
  - 2024 : 28e du classement général

- Coupe du monde de cross-country short track
  - 2022 : 6e du classement général, vainqueur d'une manche
  - 2023 : 8e du classement général
  - 2024 : 19e du classement général

### Championnats des États-Unis
- 2016
  -  Championne des États-Unis de cross-country juniors
- 2018
  - 3e du  cross-country espoirs
- 2019
  - 3e du  cross-country espoirs
- 2021
  - 2e du cross-country short track